# 장흥 보림사 사천왕상 복장 육경합부
장흥 보림사 사천왕상 복장 육경합부(長興 寶林寺 四天王像 腹藏 六經合部)는 전라남도 장흥군 유치면 봉덕리, 보림사에 있는 조선시대의 책이다. 1998년 8월 20일 전라남도의 유형문화재 제201호로 지정되었다.

## 개요
보림사는 전라남도 장흥군 가지산에 있는 절로, 860년 신라의 승려 체징에 의해 창건되었다. 이 책은 보림사 사천왕상의 배안에 넣어서 보관하던 유물 가운데 하나이다.
『육경합부』는 조선 전기에 널리 유행하던 ‘금강반야바라밀경’, ‘대방광불화엄경입부사의해탈경계보현행원품’, ‘대불정수능엄신주’, ‘불설아미타경’, ‘관세음보살예문’, ‘묘법연화경관세음보살보문품’등 여섯가지 경전을 모아 한 책으로 엮은 것이다.
우리나라에서 간행된 가장 오래된 것은 세종 6년(1424)에 전라도 고산 안심사에서 만든 판본이며, 이 밖에도 현재까지 알려진 판본은 20여종 이상이 되고 있다. 이들 대부분이 임진왜란 이전인 15세기에 집중적으로 간행된 특징을 보이고 있다.
보림사에서 발견된 것은 모두 5종 6책으로, 이 역시 대부분 15세기에 만들어진 것으로 밝혀졌다. 이 중 간행 연도가 확실한 것으로는 세종 31년(1449)의 금사사본, 세조 3년(1457)의 전라북도 전주 원암사본, 세조 6년(1460)의 선종개판본, 성종 19년(1488)의 전라도 고산 화암사본 등이 있다. 이 유물들은 현재까지 매우 희귀하게 전래되고 있어 문화재적 가치가 매우 높다.

## 같이 보기
- 보림사
- 장흥 보림사 목조사천왕상 - 보물 제254호

## 참고 자료
- 보림사사천왕상복장육경합부 - 국가유산청 국가유산포털